# 2004年アテネオリンピックのコロンビア選手団
2004年アテネオリンピックのコロンビア選手団（2004ねんアテネオリンピックのコロンビアせんしゅだん）は、2004年8月13日から8月29日にかけてギリシャの首都アテネで開催された2004年アテネオリンピックのコロンビア選手団、およびその競技結果。

## 概要
今大会は銅メダル2個、合計2個のメダルを獲得した。

## メダル
| メダル | 選手名                 | 競技   | 種目               |
| ------ | ---------------------- | ------ | ------------------ |
| 銅     | マリア・ルイサ・カジェ | 自転車 | 女子ポイントレース |